# Venusia comptaria
Venusia comptaria är en fjärilsart som beskrevs av Walker 1860. Venusia comptaria ingår i släktet Venusia och familjen mätare. Inga underarter finns listade i Catalogue of Life.